# 平店乡
平店乡，是中华人民共和国河南省周口市商水县下辖的一个乡镇级行政单位。

## 行政区划
平店乡下辖以下地区：
平店村、胡庙村、袁庄村、半河桥村、刘营村、李岗村、吴吉屯村、葛楼村、东邓店村、后刘楼村、赵庄村、王坡寨村、王老家村、东朱庄村、程岗村、文寨村、杜庄村、广投庄村、刘桥村、东海子涯村、后李村、戚楼村、刘雒庄村、刘大庄村、施营村、小曾庄村、秦黄村和周王村。